# Kingdom Come (singel Anny Bergendahl)
Kingdom Come (pol. królestwo niebieskie, zaświaty) – singel szwedzkiej piosenkarki Anny Bergendahl wydany w 22 lutego 2020 roku przez wytwórnię Warner Music Sweden. Utwór został napisany przez Bobby’ego Ljunggrena, Thomasa G:sona, Erika Bernholma i samą artystkę. Singiel otrzymał status platynowej płyty.
Utwór rywalizował w Melodifestivalen 2020. Artystka wystąpiła w drugim półfinale i z pierwszego miejsca awansowała do finału, w którym zajęła ostatecznie 3. miejsce z liczbą 107 punktów (46 pkt od jurorów i 61 pkt od widzów).
28 marca w programie Nyhetsmorgon telewizji TV4 zaprezentowała akustyczną wersję piosenki.
28 czerwca „Kingdom Come” zostało ogłoszone reprezentantem Szwecji w konkursie drugiej szansy organizowanym przez członków OGAE. Ostatecznie utwór wygrał konkurs z sumą 344 punktów.

## Notowania
| Kraj    | Lista (2020)      | Pozycja |
| ------- | ----------------- | ------- |
| Szwecja | Sverigetopplistan | 9       |